# 淀川製作所
株式会社淀川製作所（よどがわせいさくしょ）は、大阪府守口市にある機械メーカー及金属加工会社。
2010年3月、淀川製作所ほか中小企業4社のプロジェクトチームで、日本で初めての和風の電気自動車Meguruを開発した。非上場。

## 企業概要
旧松下電器（パナソニック）や三洋電機といった大手家電メーカーの下請け工場として成長。
その後、大手家電メーカーの生産拠点が国外へ移るなどのため受注が低迷するも、シート溶着機械メーカーからの事業譲渡、熱風機や魚体処理機の販売・メンテナンス、ダブルミキサー混練機の開発などで事業を拡大。
また下請けからの脱却を目指して「あっぱれ! EVプロジェクト」を立ち上げ、漆や竹、籐などを使った和風の電気自動車「Meguru」を製作する。

## 沿革
- 1961年（昭和36年） - 創業者・小倉義久が守口市八雲中町にて淀川板金製作所を設立。
- 1977年（昭和52年） - 本社工場を建設。
- 1981年（昭和56年） - 株式会社淀川製作所 設立。
- 1985年（昭和60年） - 本社工場を増設。
- 1999年（平成11年） - 代表取締役に小倉庸敬が就任。
- 2000年（平成12年） - ヨドガワパフウェルディング溶着機事業部を開設。
- 2001年（平成13年） - 守口市八雲西町に自社ビルを取得。同所にヨドガワパフウェルディング溶着機事業部を移転。
- 2002年（平成14年） - 機械加工事業部を創設。
- 2003年（平成15年） - 溶着機事業部を分社化して有限会社ヨドガワコーポレーションを設立。
- 2004年（平成16年） - 品質マネジメントシステムISO 9001：2000を認証取得。
- 2007年（平成17年） - 株式会社ライスタージャパンの西日本代理店設立。
- 2008年（平成18年） - フィレスタ販売株式会社と業務提携。
- 2009年（平成19年） - 電気自動車製作のプロジェクトチーム「あっぱれ！ EV プロジェクト」を設立。
- 2010年（平成20年） - 和風の電気自動車「Meguru」を製作。

## 関連会社一覧
- 有限会社ヨドガワコーポレーション
- フィレスタ販売株式会社
- 株式会社ライスター・テクノロジーズ

## 書籍情報
- 『町工場のおやじ、電気自動車に挑む』（組立通信） ISBN 978-4-903831-20-6